# Mario Capecchi
Mario Ramberg Capecchi (* 6. října 1937, Verona) je italo-americký molekulární genetik. Roku 2007 obdržel Nobelovu cenu za fyziologii a lékařství (spolu s Martinem Evansem a Oliverem Smithiesem), a to za techniku "genového knokautu", která dovoluje cíleným zásahem vyřadit vybraný gen z činnosti. V roce 2001 získal též Laskerovu cenu.

## Život
Jeho životní osud byl zpočátku velmi trpký. Otec od rodiny odešel již v Mariově nejranějším dětství a jeho matku fašisté zatkli za distribuci protifašistických letáků a uvěznili v koncentračním táboře Dachau, když mu byly čtyři roky. Od té doby žil sám na ulici. Živil se žebráním a krádežemi, do školy nechodil. Když se jeho matka vrátila z koncentračního tábora, našla devítiletého Maria v nemocnici na prahu smrti. Mario v té době neuměl číst, psát ani počítat. Rozhodla se opustit ihned Itálii a vycestovala do USA, k příbuzným do Filadelfie. Ač neuměl anglicky a neměl žádný základ vzdělání, nastoupil Mario v Americe do školy. Za mimořádného úsilí se mu podařilo všechny handicapy překonat a nastoupit na univerzitu, a nakonec i do vědy.
Vystudoval chemii a fyziku na Antioch College (1961), titul Ph.D. získal roku 1967 na Harvardově univerzitě, v oboru biofyziky. V současnosti je profesorem na lékařské fakultě univerzity v Utahu, v Salt Lake City.

## Dílo
Jeho výzkum knokautu genů začal v roce 1980. Capecchi se pokusil vyřešit problém, že genetici, ač byli schopni gen přesně lokalizovat, nedokázali určit, co řídí. Většinou to jen odhadovali. Capecchiho myšlenka byla jednoduchá: když dokážeme gen vypnout ("knokautovat"), velmi rychle se ukáže, co se v organismu změnilo, a tím pádem, jakou funkci gen plnil. Techniku, jak toho dosáhnout, chtěl vyvinout, a to u myší. Ale v tuto možnost vědecká komunita tehdy nevěřila. Grant na projekt roku 1980 nezískal. Porušil tedy etické předpisy a začal výzkum tajně, když využil finance z jiného projektu. Velice nadějnými daty z tohoto výzkumu pak argumentoval v příští žádosti. Komise naštěstí jeho částečně neetický postup akceptovala a uznala svůj předchozí omyl. Capecchi nakonec metodu úspěšně vyvinul. S pomocí jeho metody vědci postupně "vypínají" každý jeden z 22 tisíc myších genů. Je to výzkum zásadní i pro pochopení činnosti genů u člověka, kterých není o mnoho více než u myší.